# مدرسه (بدخشان)
مدرسه (به لاتین: Madraseh) یک منطقهٔ مسکونی در افغانستان است که در ولسوالی شهدا واقع شده‌است.